# Misioneras del Corazón de María
La Congregación de las Misioneras del Corazón de María (en latín: Congregatio Missionariae Cordis Mariae) es una congregación religiosa católica femenina de derecho pontificio, fundada por el sacerdote español Joaquim Masmitjà i de Puig en Olot, el 1 de julio de 1848. A las religiosas de este instituto se les conoce como Misioneras Corazón de María y posponen a sus nombres las siglas: M.C.M.

## Historia

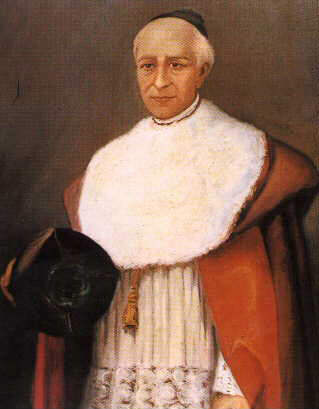
Joaquim Masmitjà i de Puig (1808-1886), fundador de la congregación.

Joaquim Masmitjà i de Puig, sacerdote de la diócesis de Gerona (España), fundó en Olot, una congregación religiosa, con el fin de educar a las jóvenes hijas de los trabajadores de las fábricas textiles, con el nombre de Hijas del Santísimo e Inmaculado Corazón de María, que más tarde cambiaron por Misioneras del Corazón de María. Masmitjà supuso que el papel de la mujer sería fundamental en la educación cristiana.
En vida del fundador, la congregación se extendió por España y se estableció en los Estados Unidos (1871). Luego de su muerte (1886), las religiosas abrieron casas en Cuba (1911), México (1917) y Chile (1954). El papa León XIII les concedió el decreto pontificio de alabanza que les permitió ser una congregación de derecho pontificio, el 20 de febrero de 1893. La aprobación definitiva de sus Constituciones la recibieron el 21 de enero de 1907.

## Actividades y presencias
Las Misioneras del Corazón de María se dedican a la educación cristiana de la juventud y a la asistencia social, a través de sus colegios o por medio de la catequesis.
En 2015, la congregación contaba con 147 religiosas y 28 casas, presentes en Brasil, Chile, Cuba, España, Estados Unidos y Francia. La casas general se encuentra en Gerona y su actual superiora general es la religiosa española María Pilar Lascorz Fes.

## Personajes

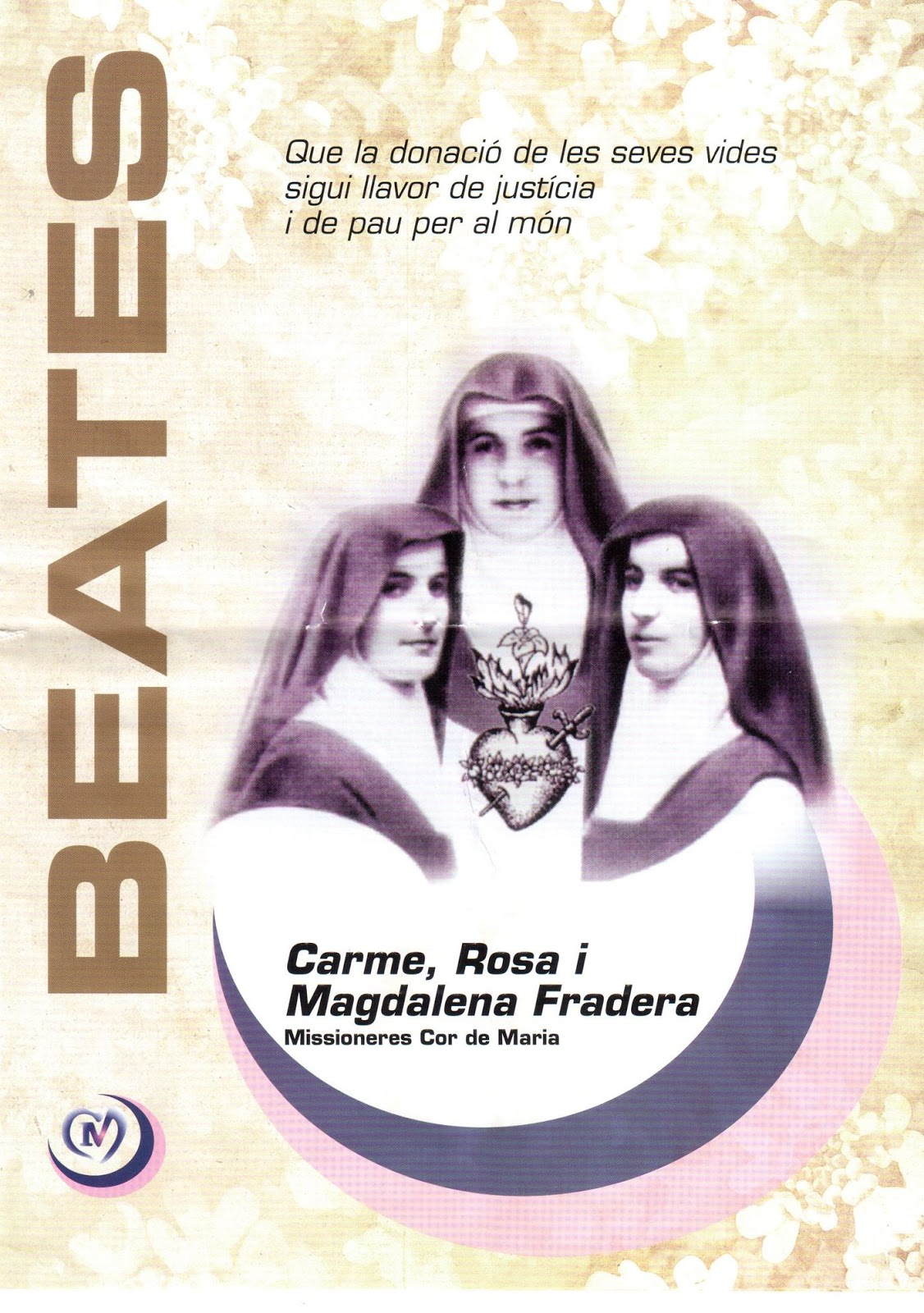
Cartel informativo sobre la beatificación de las hermanas Fradera y Ferragutcasas, quienes murieron mártires en tiempos de la Guerra Civil de España del

- Joaquim Masmitjà i de Puig (1808-1886), siervo de Dios, sacerdote de la diócesis de Gerona y fundador de la congregación. Es considerado siervo de Dios en la Iglesia católica porque ha sido introducido el proceso con miras a su beatificación.[3]
- María del Carmen, María Rosa y María Magdalena Fradera y Ferragutcasas, beatas, mártires en 1936, durante la persecución religiosa en tiempos de la Guerra Civil de España. Fueron beatificadas por el papa Benedicto XVI el 28 de octubre de 2007.[4]